# 조지 와이스
조지 와이스(George Wythe, 1726년~1806년 6월 8일)는 미국의 변호사, 판사, 저명한 법학자이며, 미국독립선언에 서명한 사람이다.
미국에서 첫 번째 법학 교수이자 ‘미국 법학 아버지’라는 칭호를 얻었다. 버지니아 의회 의원을 역임하였고, 필라델피아 헌법 제정 회의에서도 대의원을 역임했지만, 제정 회의 초기에 회의를 떠났기 때문에 미국 헌법의 최종 원고에 서명하지 않았다.
와이스는 1768년부터 1769년까지 윌리엄스버그 시장을 역임했다. 1779년, 윌리엄 앤 메리 대학교에 새로 만들어진 법률학 교수에 임명되었고, 미국에서 최초의 법학 교수가 되었다. 윌리엄 앤 메리 대학교의 제자 가운데는 토머스 제퍼슨, 헨리 클레이, 제임스 먼로와 존 마셜이 있다.
이러한 사람 중에서도 특히 가까웠던 토머스 제퍼슨은 와이스를 ‘제 2의 아버지’라고 표현한 적이 있었다. 당시 법대생으로 1년 미만 밖에 법을 배우지 않았지만, 제퍼슨은 와이스에게서 5년간 공부를 했고, 둘이서 영문학 작품에서, 정치 철학과 고대 고전 작품까지 모든 종류의 자료를 섭렵했다.
와이스는 1775년에 대륙 회의 대의원으로 선출되어 독립 결의안에 찬성표를 던졌으며, 미국 독립 선언에 서명했다. 버지니아 연방의 새 정부 형성을 도왔고, 1777년에는 버지니아 연방 하원 의장에 선출되었다. 1789년 버지니아 대법원 법원의 판사가 되었고, 후에 ‘폭군에게는 언제나 이와 같이 하라’(Thus always to tyrants)라는 버지니아 슬로건을 담은 엠블럼을 제작했다. 이 문장은 지금도 사용되고 있다.
1787년, 조지 워싱턴은 와이스를 알렉산더 해밀턴과 찰스 핑크니 함께 헌법 제정 회의의 규칙과 절차를 수립하는 위원회 위원으로 추천했다.

## 어린 시절
와이스는 1726년 와이스의 가문 3대가 운영했던, 체스터빌의 플랜테이션에서 태어났다. 당시는 엘리자베스 시티 카운티였지만, 현재는 버지니아주 햄프턴에 위치해 있다. 그의 외증조부는 조지 케이스로 퀘이커 목사였으며, 초기의 노예제도의 반대론자로 성공회로 바꾸었지만, 잉글랜드로 다시 돌아오기 전에 이스트 코스트의 선교사로 파견되었다. 그의 모친 마가렛 워커는 퀘이커교도로 자란 학식있는 여자였고, 배움에 대한 사랑을 아들에게 주입했다. 그의 말년에, 와이스는 그의 온화한 성품뿐만 아니라 구식의 퀘이커식 복장으로 알려졌었다. 그의 아버지 사망 초기에, 와이스는 프린스 조지 카운티에서 삼촌 스테픈 듀이의 사무실에서 법률 훈련을 시작하기 전에, 윌리엄스버그의 그래머 스쿨에 입학을 했던 것 같다.

## 노예제도 폐지론자들의 죽음
와이스는 노예 소유자였지만, 노예제도 폐지론자가 되어, 자신의 노예를 해방하고 또 지원을 했다. 하녀이자, 요리사였던 리디아 브로드넉스와 그의 아들 마이클 브라운에게 유산을 남겼다. 유언에는 브라운의 교육비도 포함되어 있었다. 제퍼슨의 전기 작가 폰 부로디는 브로드넉스가 와이스의 애인이고, 브라운은 아들이었다고 한다.
와이스의 다른 상속자인 사촌 조카 조지 와이스 스위니는 그 재산이 줄어드는 것을 피하기 위해 노예들을 비소로 독살하기로 했다. 그 과정에서 와이스 자신도 죽게 되었지만, 와이스는 살인자에게 돌아갈 유산을 제외하도록 유언을 바꿀 시간은 있었다. 브로드넉스는 독살을 면했다.
이것이 살인자가 받은 유일한 형벌이었다. 스위니 재판에서는 주로 흑인 증인의 증언을 금지한 버지니아의 법률 때문에 살인에 무죄를 선고했다. 스위니는 문서 위조 혐의로 기소되어, 유죄 판결을 받았지만 항소심 재판에서는 역전되어 무죄가 되었다. 스위니는 테네시에 가서 말을 훔치고 감옥에서 복역한 것으로 알려져 있다. 그의 나머지 삶은 역사 속에 묻혔다. 와이스는 유언장으로 토머스 제퍼슨에게 방대한 장서를 보냈다. 제퍼슨은 그 지도자이며, 친구를 “그는 내 오랜 스승이며, 가장 일찍부터 가장 친한 친구이다. 그는 내 인생에서 가장 유익한 최초의 감동을 준 빚이 있다.”고 표현했다.

## 유산

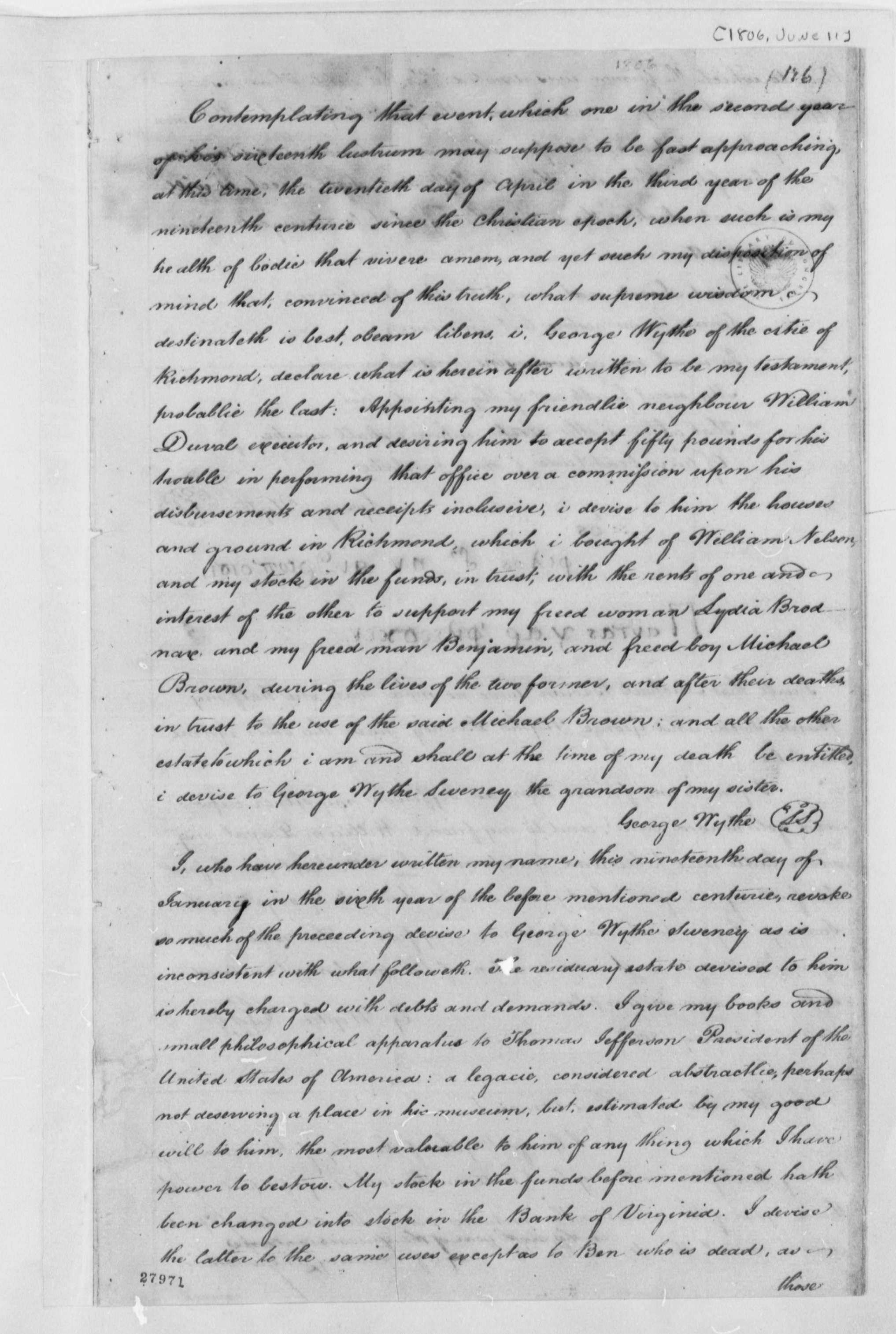
1806년 토머스 제퍼슨에게 책으로 남긴 조지 와이스의 유언장

와이스의 유언에 따라서, 와이스는 그의 많은 책 컬렉션을 토머스 제퍼슨에게 주었다. 이것은 이후 제퍼슨이 미국 의회도서관을 건립하기 위해 팔았던 컬렉션의 일부였다. 제퍼슨은 와이스를 “내 오랜 스승, 내 초기의 그리고 가장 친한, 그리고 그에게 나는 내 생에 가장 고마운 내 첫 인상을 빚지고 있다”고 찬양했다. 그러나, 제퍼슨은 이후 버지니아 도서관에 가야할 것이라고 믿으면서, 와이스의 강의 노트나 다른 법률 논문을 제공하는 것을 거절했다. 최후에 알려진 바에 따르는 스펜서 론이 개인적으로 소장하고 있다가 죽기 전에 많은 논문들을 불태웠거나, 또는 그의 동료였던 토머스 릿치(리치먼드 인콰이어러의 출판업자)에 줘서 1830년대 분실되었다고 알려져 있다.
윌리엄스버그에 있는 와이즈 집은 지금도 남아 있다. 1938년에 콜로니얼 윌리엄스버그 기금이 취득하여 박물관으로 보존하였다.
버지니아 와이스 카운티 해당 카운티의 위스빌, 조지 와이스 고등학교(위스빌), 리치몬드의 조지 와이스 고등학교, 햄프턴 (엘리자베스 시티 카운티의 현재 이름)의 조지 와이스 초등학교 및 조지 와이스 대학(유타주 시더 군)은 조지 와이스를 따서 명명되었다. 윌리엄스버그에 있는 윌리엄 앤 메리 대학교의 마샬 와이즈 법률 학교도 와이즈의 이름을 딴 것이다.